# Höfen (Freystadt)
Höfen ([ˈhøːfn̩] ) ist ein Gemeindeteil der Stadt Freystadt im Landkreis Neumarkt in der Oberpfalz in Bayern.

## Lage
Das Dorf liegt auf 403 m ü. NHN östlich der Schwarzach. Durch den Ort führt die Staatsstraße 2388, die am südlichen Ortsausgang die Kreisstraße NM 5 kreuzt. Nachbarorte sind die Freystädter Gemeindeteile Schmellnricht, Fuchsmühle und Obernricht.

## Geschichte
Der Ort ist erstmals 1323 urkundlich genannt, als sich Thomas von Höfen bei (Burg-)Griesbach mit dem Kloster Plankstetten verglich, nachdem er dem Kloster und seinen Untertanen „viel Fehde und Klagen“ bereitet hatte. 1508 gehörten vier Gültbauern in Höfen zur Herrschaft auf Schloss Burggriesbach. Diese Besitzungen gingen vor 1519 an den Nürnberger Patrizier Georg Holzschuher über. 1530 wurden sie an das Reiche Almosen in Nürnberg veräußert. 1837 ist von einem fünften Nürnberger Anwesen in Höfen die Rede; es wurde wohl Ende des 18. Jahrhunderts gebildet.
Grundbesitz in Höfen hatte auch die Herrschaft Jettenhofen der Herren von Geyern: Ende des 15. Jahrhunderts waren dies zwei Grundholden und die außerhalb des Dorfes gelegene Löhelmühle (heute Fuchsmühle). Diese drei Güter kamen mit dem Schloss Jettenhofen in Nachfolge der Schenk von Geyern an die Adelsfamilien Rosenberg und Hirnheim, bis sie 1586 dem Eichstätter Fürstbischof anheimfielen. Infolge des Dreißigjährigen Krieges waren die zwei jettenhofischen Anwesen 1644 noch öde.
Weiterer Grundbesitzer in Höfen war das Kloster Plankstetten. Im frühen 17. Jahrhundert gehörten dem Kloster drei, danach vier Grundholden, die mit der Niedergerichtsbarkeit dem Schultheißenamt Neumarkt unterstanden. Auch das Kloster Seligenporten hatte Besitz in Höfen, nämlich einen Hof, der im 17. Jahrhundert die Taferne-Gerechtsame hat.
Grundeigentum in der Dorfflur besaß seit dem frühen 15. Jahrhundert auch das Spital Berching, das in Einzelstücken an Höfener Bauern verlehnt war. Weitere Grundbesitzer in Höfen waren die Stadtpfarrei Berching, das Reiche Almosen zu Berching und Pfalz-Neuburg bezüglich der im Nordosten Höfens gelegenen Flur des ehemaligen Hofes Espenlohe des 1530 erloschenen Chorstiftes Hilpoltstein. Eine Wiese in der Höfener Flur gehörte der Reichsherrschaft Sulzbürg.
In der Auseinandersetzung um die Hochgerichtsbarkeit schloss das Hochstift Eichstätt mit Kurbayern, das sich auf die früheren Vogteirechte der 1305 ausgestorbenen Graf Gebhard von Hirschberg über das Amt Jettenhofen berief, am 30. Januar 1767 einen Staatsvertrag ab, in dem das Hochstift die hohe Gerichtsbarkeit unter anderem über das Dorf Höfen Kurbayern und damit dem Schultheißenamt Neumarkt zugestand. Die grundherrlichen Rechte und die niedere Gerichtsbarkeit blieben beim Kastenamt Jettenhofen. Laut einem Lagerbuch von 1786 der eichstättischen Hofmark Thannhausen hatten zu dieser Zeit zwei Eichstätter Grundholden in Höfen Besitz, nämlich einen 1⁄9-Hof und einen 1⁄16-Hof. Auch die Reichsstadt Nürnberg war in Höfen begütert; über diesen Besitz übte ebenfalls das Neumarkter Schultheißenamt die Hochgerichtsbarkeit aus.
Am Ende des Alten Reiches, gegen 1800, bestand die Ortsgemeinde Höfen aus 13 Untertanen, die auf unterschiedlich großen Anwesen saßen. Die Reichsstadt Nürnberg besaß fünf, das Eichstätter Kastenamt Jettenhofen drei, das Klosterrichteramt Plankstetten ebenfalls drei, die Obere Hofmark Berngau und das Klosterrichteramt Seligenporten je einen Grundholden. Die größten Anwesen, nämlich 1⁄4-Höfe, waren im Besitz von Seligenporten und Plankstetten. Der Gemeinde gehörte das Hirtenhaus.
Bei der Bildung der Steuerdistrikte 1808/09 wurde die Ortsgemeinde Höfen dem Steuerdistrikt Großberghausen zugeschlagen, aus dem 1811 die Ruralgemeinde Großberghausen wurde. Dabei blieb es nicht lange: Das Gemeindeedikt von 1818 bildete aus Höfen mit den Orten Schmellnricht und Obernricht sowie der Einöde Fuchsmühle die politische Gemeinde Schmellnricht im Landgericht Neumarkt. Zum 9. Oktober 1827 wurde Schmellnricht aus dem Landgericht Neumarkt herausgenommen und dem Landgericht und Rentamt Beilngries (später Bezirksamt, dann Landkreis) unterstellt. Schließlich erfolgte zum 23. Juni 1827 nochmals eine gemeindliche Änderung: Höfen wurde mit Obernricht und der Fuchsmühle von Schmellnricht abgetrennt und zu einer selbständigen Gemeinde im Landgericht und Rentamt Beilngries erklärt.
1875 wurden von den 65 Einwohnern des Dorfes neun Pferde und 77 Stück Rindvieh gehalten. Zu diesem Zeitpunkt hatte die Gemeinde Höfen mit ihren drei Orten insgesamt 131 Einwohner, die 14 Pferde, 155 Stück Rindvieh, 117 Schafe, 45 Schweine und eine Ziege hielten.
Mit der Gebietsreform in Bayern wurde die Gemeinde Höfen aufgelöst und ihre Gemeindeteile zum 1. Juli 1972 in die Stadt Freystadt des oberpfälzischen Landkreises Neumarkt eingemeindet.

### Einwohnerentwicklung
- 1875: 65 (38 Gebäude)[9]
- 1900: 83 (14 Wohngebäude)[10]
- 1937: 81[11]
- 1961: 50 (13 Wohngebäude)[12]
- 1978: 62[13]
- 1987: 60 (16 Wohngebäude, 17 Wohnungen)[14]

## Katholische Kapelle

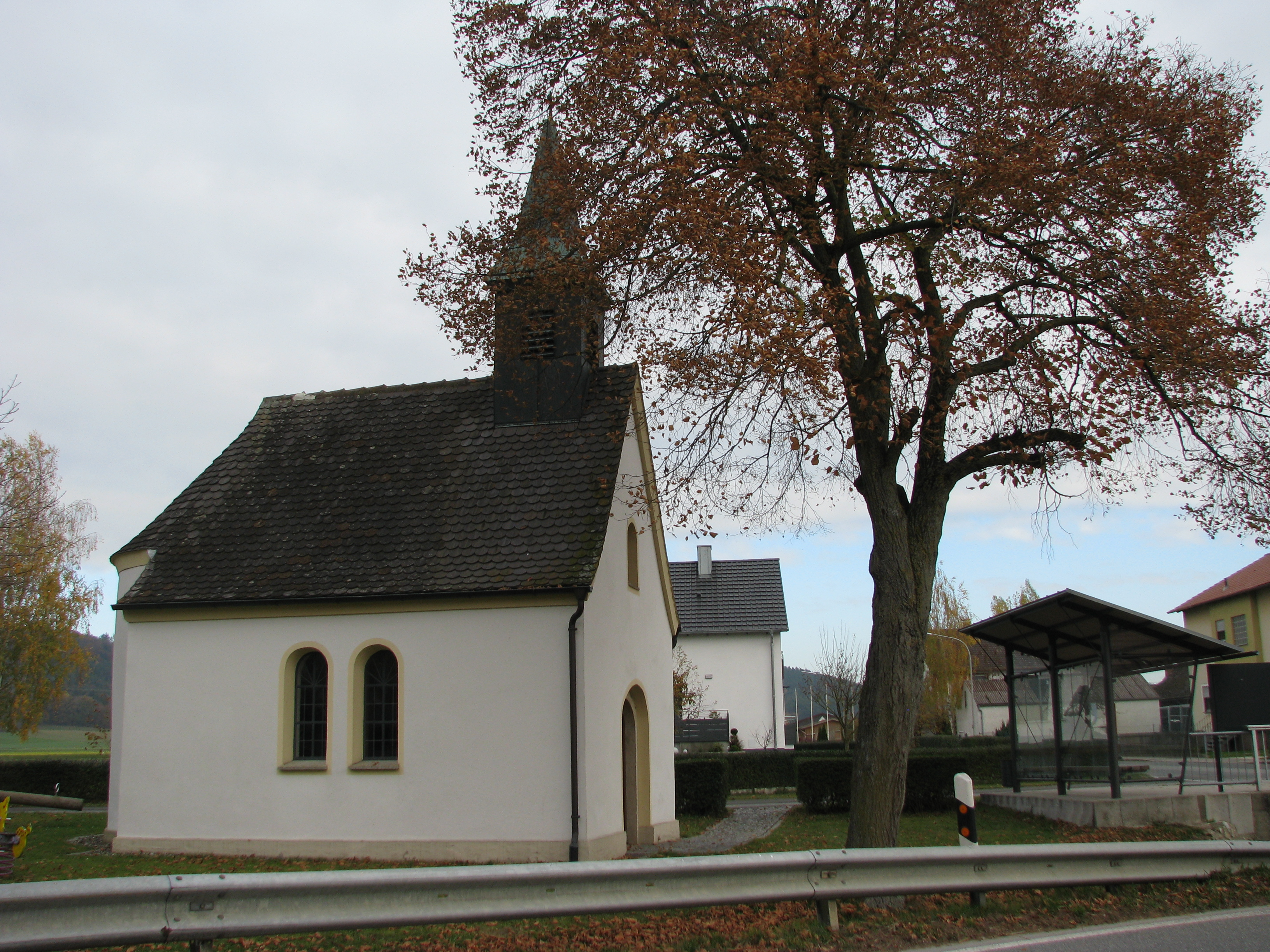
Ortskapelle

Die Kapelle mit Dachreiter wurde 1869 anstelle eines kleineren Vorgängerbaues von der Ortsgemeinde erbaut. Die Holzfigur des hl. Willibald auf dem Altar stammt aus dem frühen 15. Jahrhundert, die Holzfigur der hl. Margareta ist spätgotisch (um 1500). Die Marienkapelle gilt als Baudenkmal.
Kirchlich gehörte Höfen bis ins 16. Jahrhundert zu der seit 1183 dem Kloster Plankstetten inkorporierten Pfarrei Sulzkirchen. 1580 kam Höfen zur calvinischen Pfarrei Forchheim, wo 1540 durch das kurpfälzische Schultheißenamt Neumarkt die Reformation eingeführt worden war. Nach der Gegenreformation (1625/28) wurde Höfen zusammen mit Schmellnricht und Lauterbach 1705/06 der katholischen Pfarrei Burggriesbach und 1805 abermals der seit der Gegenreformation katholischen Pfarrei Forchheim zugewiesen. 1925 erfolgte die Einpfarrung Höfens in die Pfarrei Burggriesbach, wohin auch die Kinder zur Schule gingen.